# Wappen des Bezirks Treptow-Köpenick
Das Wappen des Bezirks Treptow-Köpenick wurde nach der 2001 erfolgten Zusammenlegung der Bezirke Treptow  und Köpenick aus den bisherigen eigenen Wappen der beiden Bezirke erstellt. Das Wappen Köpenicks übte hierbei einen größeren Einfluss aus, da es das ältere – sogar das älteste Wappen aller heutigen Berliner Ortsteile – ist.
Das neue Wappen wurde am 21. September 2004 vom Senat des Landes Berlin verliehen.

## Blasonierung
„In Blau ein grünes Taukreuz mit getatzten Enden, versehen mit einem goldenen Stabbord, begleitet von zwei nach innen gewendeten aufrecht stehenden silbernen Fischen. Das Taukreuz belegt mit einem goldenen Schlüssel mit linksgewendetem Bart und 7 vierstrahligen Sternen (4:2:1). Auf dem Schild ruht eine rote dreitürmige Mauerkrone, deren mittlerer Turm mit dem Berliner Wappenschild belegt ist.“

## Geschichte und Bedeutung

### Köpenick

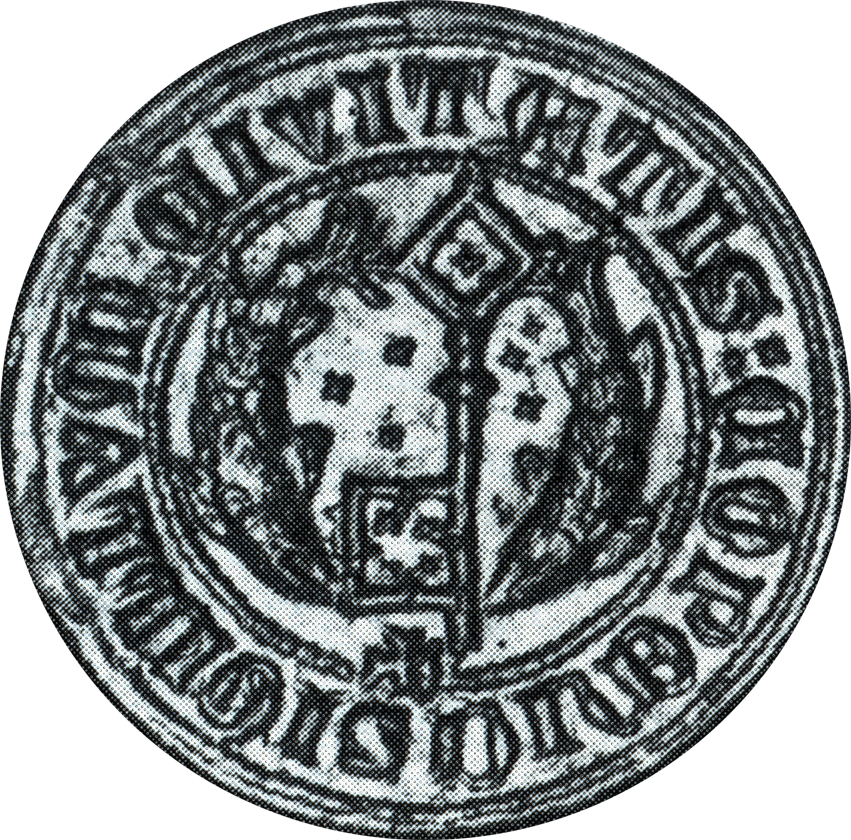
Siegel Köpenicks aus dem 14. Jahrhundert

Das Köpenicker Wappen erschien erstmals wahrscheinlich im 13. Jahrhundert und ist auf Siegeln und Stempeln aus dem 14. Jahrhundert nachweisbar. Es hat einen blau tingierten Schild, in dem sich mittig ein hochgestellter goldener Schlüssel mit nach linkshin gerichtetem Bart befindet. Um den Schlüssel sind sieben vierstrahlige Schmucksterne gruppiert, wovon einer im Schlüsselgriff verborgen ist. Schlüssel und Sterne werden von zwei aufrecht stehenden, einander zugewendeten silbernen Karpfen flankiert.
Die blaue Tingierung des Schildes symbolisiert den Wasserreichtum, des an der Mündung der Dahme in die Spree gelegenen Ortes und die vielen Gewässer in der näheren Umgebung. Die beiden Fische symbolisieren den Fischfang, der ehemals ein lebenswichtiger Erwerbszweig der Bevölkerung war. Die sieben Sterne stehen für das Siebengestirn, auch Plejaden genannt. Sie gelten nach alter Überlieferung als das Schutzgestirn der Fischer, vielleicht weil sie als Wintergestirn die für die Schifffahrt gefährliche Jahreszeit markieren. Denkbar wäre auch ein Bezug auf die sieben großen Sterne des Sternbilds Orion. Orion war der Sohn Neptuns, war zwar Jäger, kam aber nach einer Erzählung beim Fischen ums Leben.
In späteren Darstellungen haben die Sterne auch die Form von Andreaskreuzen und im 17. Jahrhundert verschwinden sie aus den Siegeln und Wappenabbildungen. Für den Schlüssel gibt es mehrere Deutungen. Davon sind zwei am wahrscheinlichsten. Die eine Deutung sagt, dass der Schlüssel als „Stadtschlüssel“ anzusehen ist und im Zuge der Stadtrechtsverleihung ins Wappen gelangt ist. Die andere Deutung sieht den Schlüssel als Symbol für den Apostel Petrus, der auch Fischer (in Galiläa) war und als Schutzpatron der Fischer gilt. Weitere Deutungen sind, dass der Schlüssel Macht und Vertrauen symbolisiert „Nur diejenigen erhielten ihn als Wappenfigur, deren Treu, Verschwiegenheit und Dienstbereitschaft erwiesen war.“ Die „uneingeschränkte Gewalt“, auch Schlüsselgewalt genannt, versinnbildlicht der Schlüssel in der Symbolik der Kirche. Das Wappen ist über die Jahrhunderte relativ unverändert geblieben und wurde nur im Lauf der Zeit den modernen Darstellungsformen angepasst.

### Treptow

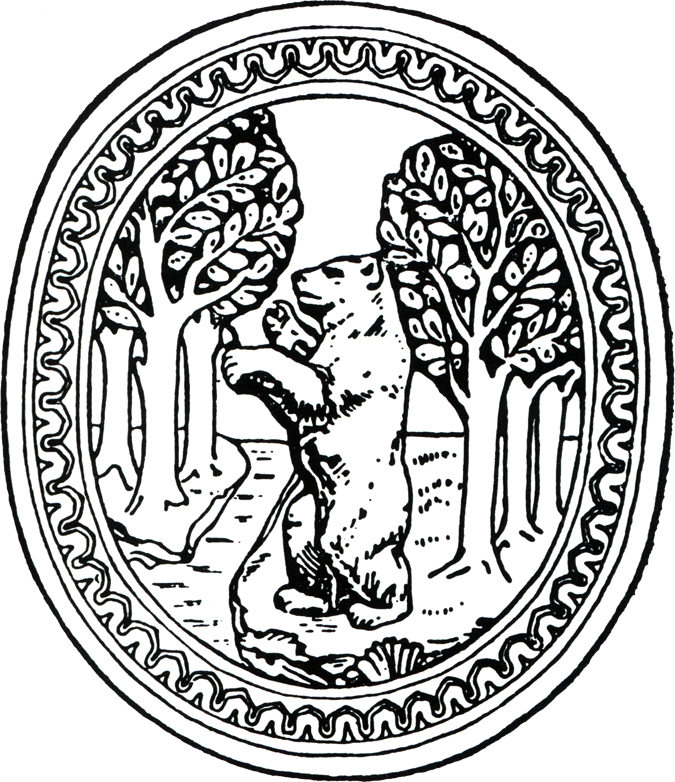
Siegel Treptows um 1875

Das Treptower Wappen stammt aus der Zeit, als 1874 das städtische Gut Treptow zum Amtsbezirk im Landkreis Teltow und 1876 zur selbständigen Landgemeinde wurde. Das Wappen zeigt in Silber auf grünem Boden eine Baumgruppe links und eine rechts. Anfangs bestanden die Baumgruppen aus jeweils drei Laubbäumen, wie man am ältesten Siegel Treptows sehen kann. Heute besteht die rechte Gruppe nur noch aus zwei Laubbäumen. Beide Baumgruppen werden durch ein im linken Teil des Schildes befindliches Wellenband getrennt, welches einen Fluss darstellt. Mittig im Schild und auf der rechten Bodenfläche steht ein aufgerichteter rotgezungter schwarzer Bär.
Die Laubbäume symbolisieren den damaligen Waldreichtums des Treptower Siedlungsgebietes. Der Fluss soll an die Lage an der Spree und den Landwehrkanal erinnern. Ursprünglich symbolisiert er aber den Heidekampgraben, auch Kuhgraben genannt, der die einstige Landgemeinde Treptow durchschnitt und neben dem ehemaligen Vorwerk direkt in die Spree floss. Hier war auch die Wiege des Ortes Treptow. Auf dem Siegel (Bild rechts) kann man gut erkennen, das der Graben links unten in einen Fluss mündet. Der Bär versinnbildlicht nicht nur – als „Ort vor den Toren Berlins“ – die Verbundenheit mit Berlin, sondern auch das Grundeigentum der Stadt Berlin an der Gemeindeflur. Auch das Wappen Treptows ist seit seiner Schaffung weitgehend unverändert geblieben und wurde im Laufe der Zeit nur moderneren Darstellungsformen angepasst.

### Bezirkswappen
| Bezirkswappen von 1920          |                                  |
| Bezirkswappen Treptows von 1920 | Bezirkswappen Köpenicks von 1920 |
| Treptow                         | Köpenick                         |

Als 1920 der Bezirk Treptow und der Bezirk Köpenick gebildet wurden, wurden auch die Wappen der namensgebenden Ortsteile für den ganzen Bezirk übernommen.
Zur 750-Jahr-Feier Berlins 1987 wurden die beiden Wappen überarbeitet. Dabei wurden in das Köpenicker Wappen auch wieder die das Siebengestirn symbolisierenden Sterne aufgenommen. Nach der Wiedervereinigung Deutschlands wurden im September 1992 die Bezirkswappen noch einmal überarbeitet und sie bekamen die alle Stadtbezirke mit Berlin verbindende Mauerkrone, wie sie die Wappen der Bezirke im westlichen Teil Berlins bereits führten.
Am 1. Januar 2001 fusionierten die beiden Bezirke Treptow und Köpenick zum neuen Bezirk Treptow-Köpenick. Da die beiden historischen Bezirke jeweils eine eigene bedeutende geschichtliche und kulturelle Vergangenheit haben, konnte nicht einfach ein Bezirk in den anderen eingegliedert werden. Zum einen fand dies Ausdruck in dem neuen Doppelnamen Bezirk Treptow-Köpenick, zum anderen musste ein neues Wappen gefunden werden, welches beiden ehemaligen Bezirken gerecht wird. Das neue Wappen ist das Ergebnis einer Auftragsarbeit unter Einschluss einer heraldischen Bewertung. Am 21. September 2004 wurde dem Bezirk Treptow-Köpenick das (vom Heraldiker Frank Diemar entworfene) Wappen vom Senat verliehen. Zur Beschreibung (Blasonierung) siehe oben. Die aus dem Köpenicker Wappen stammenden zwei Fische stehen nach wie vor für den Fischfang. Aber nicht nur die ersten Siedler des Ortsteils Köpenick lebten von dem Fischfang, sondern auch andere Ortsteile des Bezirkes. So weisen die Ortsteile Müggelheim, Rahnsdorf und Schmöckwitz auch Symbole des Fischfangs in ihren Wappen auf. Und auch die ersten Siedler Treptows waren Fischer. Der Schlüssel, die neu im Taukreuz angeordneten sieben Sterne und die blaue Tingierung des Schildes sind aus dem Köpenicker Wappen übernommenen. An ihrer Bedeutung hat sich nichts geändert. Das Taukreuz, welches die Form des Buchstaben „T“ hat, steht für den Namen Treptow. Die grüne Tingierung des Taukreuzes ist aus dem Treptower Wappen entnommen. Blau und Grün stehen für die ausgedehnten Fluss-, Seen- und Waldlandschaften des neuen Bezirkes. Die auf dem Schild ruhende Mauerkrone mit dem Berliner Wappenschild symbolisiert wie auch schon bei den alten Bezirkswappen die Verbundenheit mit Berlin.

## Die Ortsteile
Nicht nur die beiden namensgebenden Ortsteile des Bezirks Treptow-Köpenick besitzen eigene Wappen, sondern auch die Ortsteile Friedrichshagen, Johannisthal, Müggelheim, Oberschöneweide, Rahnsdorf und Schmöckwitz haben schon lange eigene Wappen.
Die Wappen der Ortsteile haben mit der Eingemeindung nach Groß-Berlin ihre Gültigkeit verloren und verschwanden damit aus dem amtlichen Gebrauch.

### Friedrichshagen
Das älteste gebrauchte Siegel Friedrichshagens aus dem Jahre 1793 zeigt einen Eichenkranz und ist nur mit dem Ortsnamen bezeichnet. Das nebenstehende Wappen lässt sich seit 1808 im Siegel nachweisen. Dieses Siegel trägt die Umschrift „FRIEDRICHSHAGENSCHES DORFSIEGEL“.
Der Schild des Wappens ist geteilt. Oben in Gold befindet sich ein aus dem rechten Obereck hervorgehender geharnischter stahlfarbener Arm, der eine Blüte eines Maulbeerbaumes an grünem Blätterstiel in der Hand hält. Im unteren silbernen Teil des Schildes befindet sich eine angedeutete Verzäunung auf grünen Boden, die durch drei rote Pfähle, welche mit zwei roten Querlatten verbundenen sind, dargestellt wird. Diese angedeutete Verzäunung ist möglicherweise eine Anspielung auf den zweiten Teil des Namens Friedrichs„hagen“, „Hag“ ist germanisch und bedeutet „Gehege“. Friedrichshagen wurde unter dem Namen Friedrichsgnaden von Friedrich II. gegründet. Dies wird durch den Arm mit der Blume in der Hand im oberen Teil des Wappens symbolisiert. Während der Arm Friedrich II. symbolisiert und die Blume die Maulbeerbäume, von denen ursprünglich 676 Bäume an der Dorfstraße (heute Bölschestraße) standen.

### Johannisthal
1908 wurde das Wappen von Johannisthal von der Gemeindevertretung angenommen und bestätigt. Das Bild dieses Wappens wurde bereits auf einem Gerichtssiegel aus dem Jahre 1786 benutzt. Das Siegel ist bezeichnet mit „GERICHTS-SIGEL JOHANNISTHAL“. Das Wappen zeigt in silbernem Schild einen auf einer grünen blumigen Wiese stehenden grünen Eichenbaum mit goldenen Früchten und braunem Stamm. Oben rechts befindet sich eine strahlende goldene Sonne. Um 1900 war „Bad Johannisthal“ sogar Kurort, was wahrscheinlich durch die strahlende Sonne, die blumige grüne Wiese und den Früchte tragenden Eichenbaum symbolisiert werden sollte. Aber auch hier veränderte die Industrialisierung das Bild des Ortes und der Landschaft, so dass Johannisthal nicht lange Kurort war.

### Müggelheim
→ siehe: Wappen Müggelheims
Die Originalzeichnung des Wappens von Müggelheim wurde 1946 vermutlich von Carl Steinmetz angefertigt. Ihr lag das ehemalige Dienstsiegel des Müggelheimer Gemeindevorstehers zu Grunde, welches vor 1920 verwendet wurde. Das Wappen zeigt im Göpelschnitt vorn eine grüne Weintraube mit neun Beeren im goldenen Feld. Im roten Feld hinten ist eine goldene Garbe mit fünf Ähren und unten im blauen Schildfuß ein silberner Fisch zu sehen.

### Oberschöneweide
Seit 1901 ist das Wappenbild von Oberschöneweide auf einem Siegel nachweisbar. Das Wappen zeigt in silbernem Schild einen bewurzelten grünen Weidenbaum mit braunen Stamm auf grünem Rasen mit silbernen Wellenband. In der Krone sind zwei schräggekreuzte blaue Hämmer mit goldenen Stielen, die von einem blauen Kammrad überdeckt sind, abgebildet. Die landschaftliche Lage im Grün des früheren Weidelandes und der Waldungen werden durch die Symbolik des Wappens gekennzeichnet. Das Wellenband symbolisiert die Spree, an deren Ufer Oberschöneweide liegt. Das Wellenband durchschneidet die Wiese in dem Schild, so wie die Spree Oberschöneweide von Niederschöneweide trennt. Die Hämmer und das Kammrad weisen auf die im 19. Jahrhundert begonnene Industrialisierung hin. Heute erinnern nur noch der Name des Ortes und das Wappen an die einstigen Wiesen, die längst der Industrie und dem Wohnungsbau weichen mussten.

### Rahnsdorf
Das Wappen wurde aus dem Dorfsiegel von Rahnsdorf, welches um 1840 entstanden ist, übernommen. Es zeigt in silbernem Schild rechts oben eine strahlende goldene Sonne. Im Schildfuß befindet sich im blauen Wasser eine braune Trumpe mit einem schwarzen Kescher. Rahnsdorf ist ein altes Fischerdorf, was durch die Symbole des Wappenbilds zum Ausdruck gebracht wird. Wie auch die anderen Ortsteile des Bezirkes, ist Rahnsdorf, gelegen zwischen dem Müggelsee und Dämeritzsee, reich an Gewässern. Dies wird durch das Blau im Schildfuß dargestellt. Trumpe und Kescher gehörten zu den Arbeitsgeräten der Fischer. Die Trumpe war ein Fischkasten, der sich in Ufernähe befand und in dem die lebend gefangenen Fische bis zum Verkauf aufbewahrt wurden.

### Schmöckwitz
Wann das Wappen von Schmöckwitz entstanden ist, lässt sich nicht genau feststellen, der Ort Schmöckwitz kann aber auf eine über 600-jährige Geschichte zurückblicken. Der Schild des Wappens ist göpelartig gespalten; es zeigt vorn über blauem Wasser zwei Laubbäume und eine Fichte am grünen Rohrschilfufer mit silbernem Hintergrund. Vom Schildrand bricht das Heck eines roten Kahnes auf dem Wasser hervor: Es symbolisiert die wald- und wasserreiche Umgebung, die Schmöckwitz schon jeher als Naherholungsgebiet beliebt machte. Der Kahn steht symbolisch für den Fährbetrieb von und nach Schmöckwitz. Im hinteren blauen Feld befindet sich ein senkrecht gestellter silberner Hecht: Er steht, wie auch bei den anderen Wappen schon, für den Haupterwerbszweig der ersten Siedler, den Fischfang. Der im silbernen Schildfuß befindliche Schiffsanker versinnbildlicht den Schiffsverkehr: Auf den Wasserweg vom Zeuthener See in den Langen See, an deren Zusammentreffen Schmöckwitz liegt, wurden viele Güter nach Berlin transportiert.

### Adlershof
Die ehemalige Gemeinde Adlershof besaß kein eigenes Wappen. Im Zuge der friderizianischen Siedlungspolitik gründete sich auf dem Gebiet des heutigen Adlershof eine Büdnerkolonie, die wegen ihrer günstigen Lage „Sueszengrundt“ genannt wurde. 1754 wurde nordöstlich der Kolonie das Zinsgut Adlershof gegründet. Zinsgut und Büdnerkolonie wurden am 24. April 1789 zum selbständigen Gutsbezirk Sueszegrundt-Adlershof zusammengeschlossen. Aus dieser Zeit stammt ein Siegel mit der Umschrift „SIEGEL D GUTSBEZIRKES SUESZENGRUNDT U ADLERSHOFS“ und zeigt den gekrönten preußischen Adler. Der Adler hält in seinem rechten Fang ein Schwert und im linken das Königszepter. Im September 1879 wurde der Gutsbezirk aufgelöst und der Gemeindebezirk Adlershof konstituiert.

## Wappen an Gebäuden

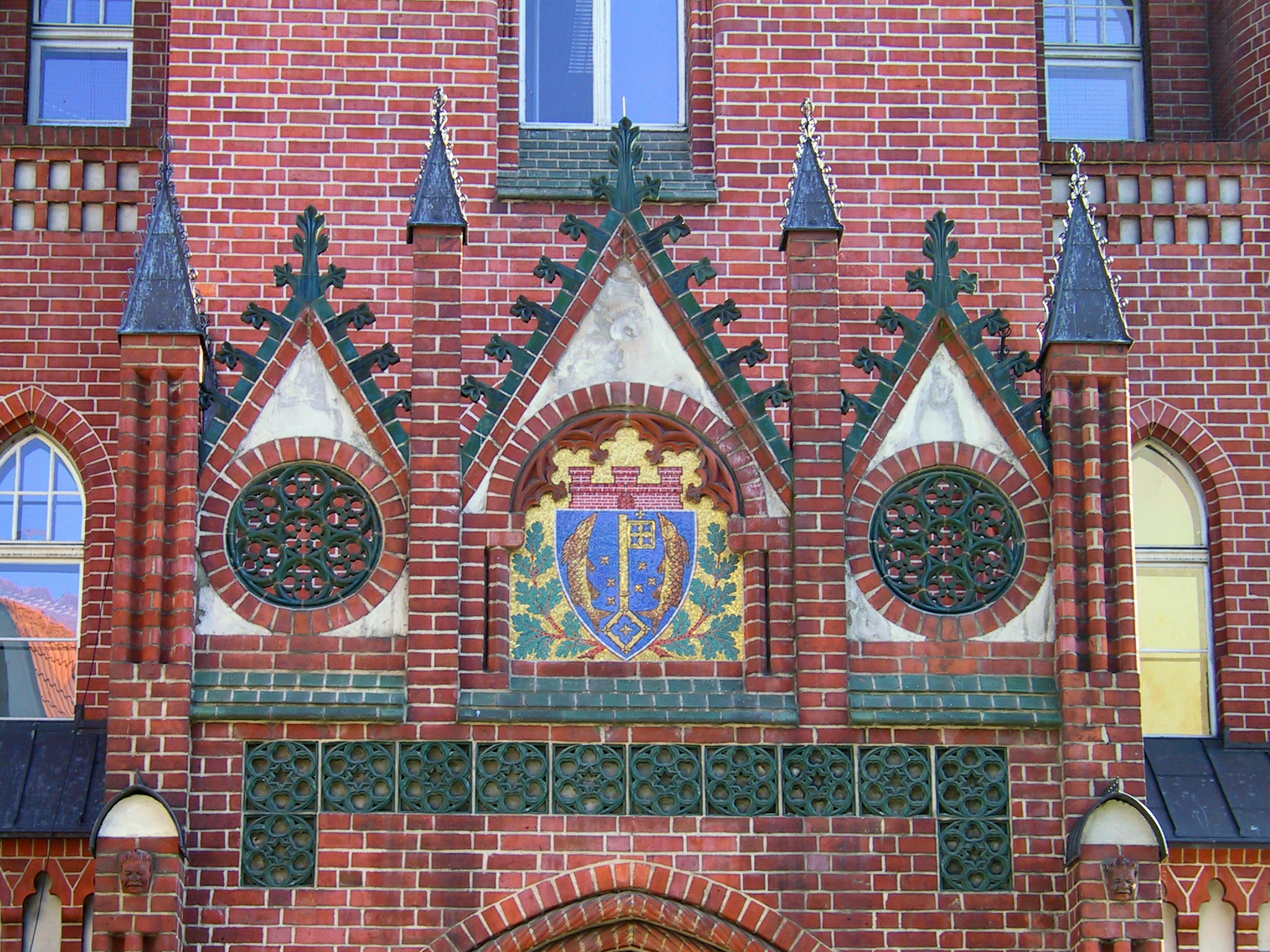
Wappen Köpenicks am Rathaus Köpenick
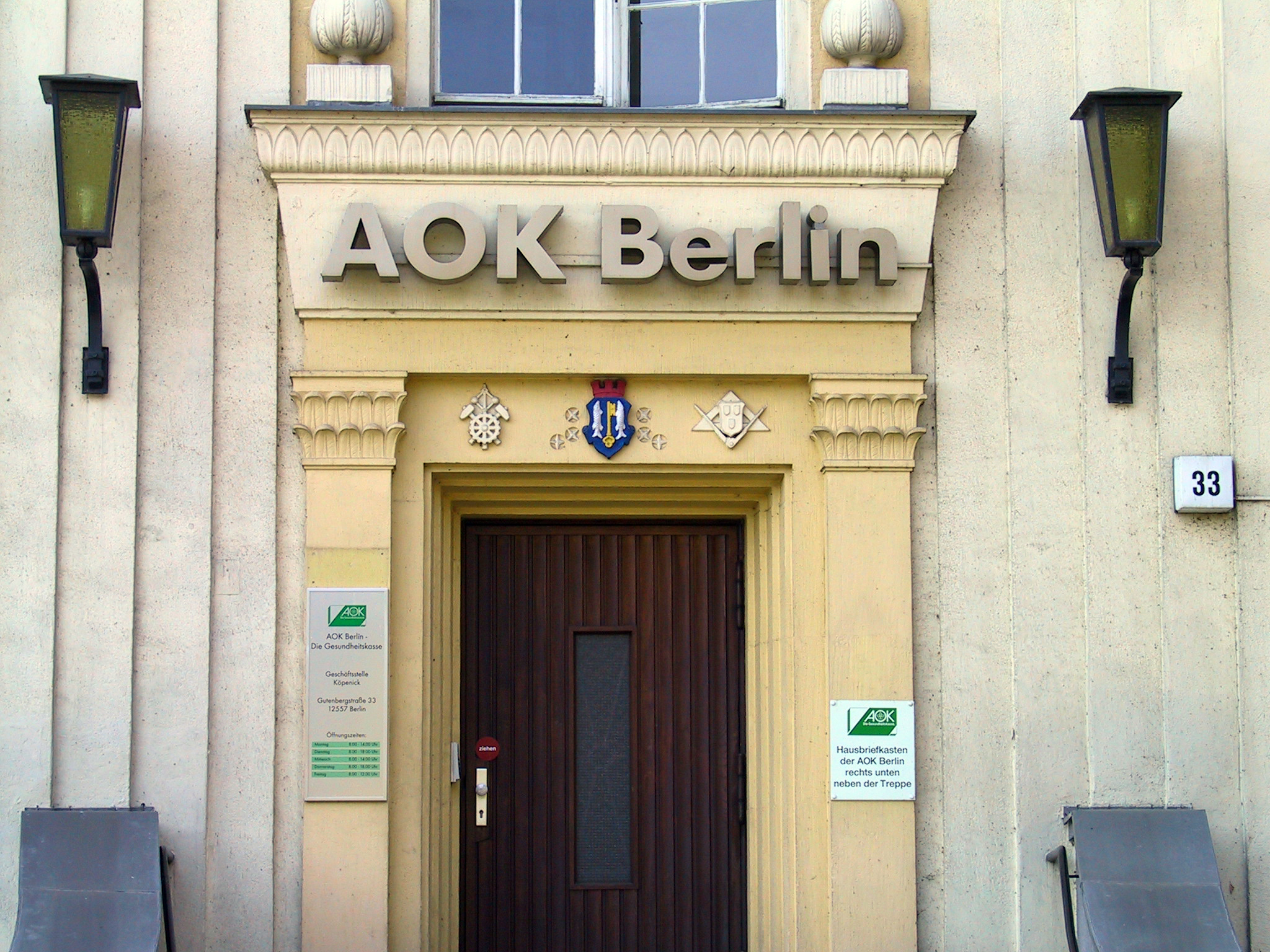
Wappen Köpenicks am Gebäude der AOK in Köpenick
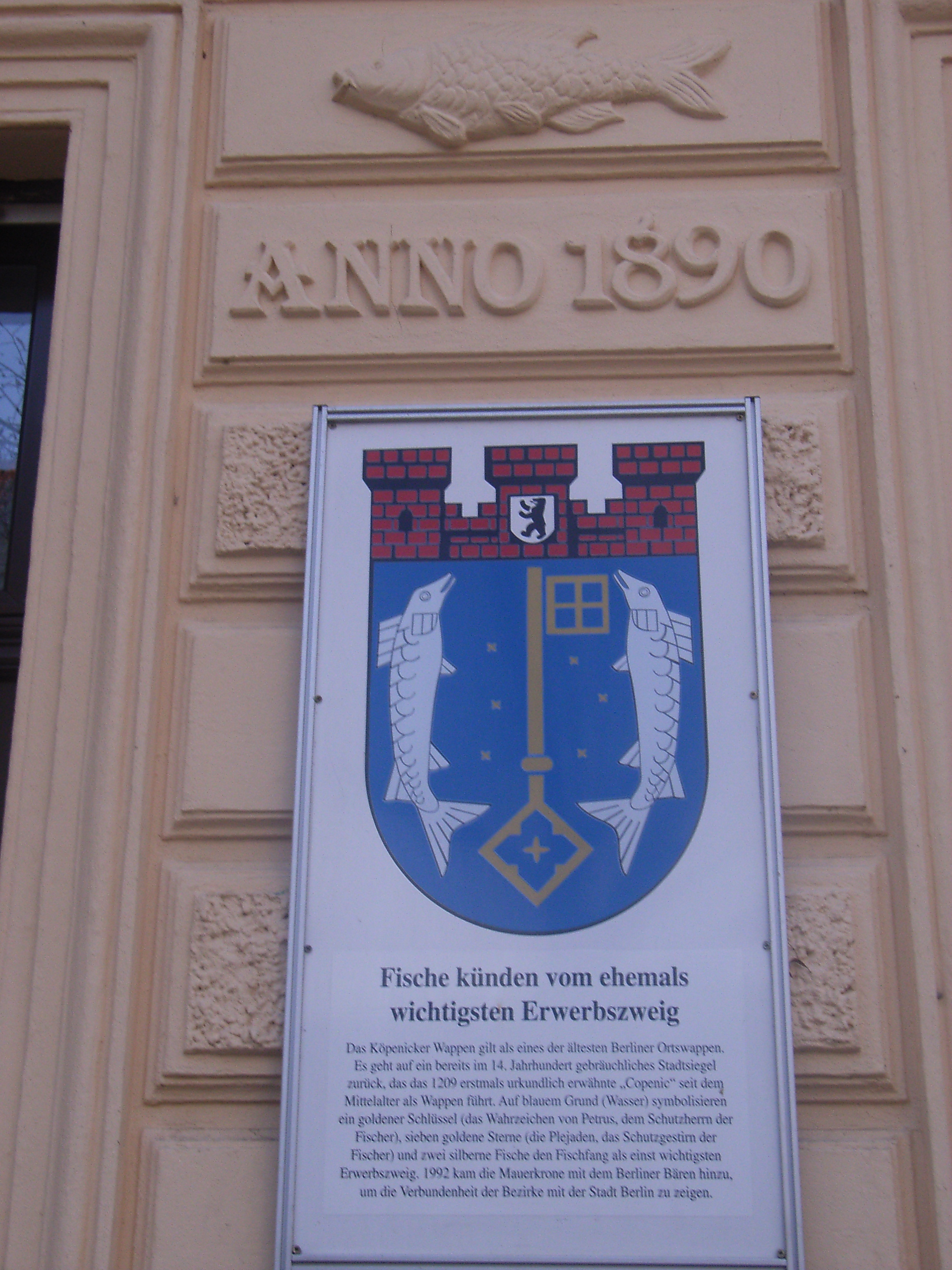
Wappen mit Erklärungstafel